# 汪宗器
汪宗器（？年—1509年），字鼎夫，南直隶太平府繁昌县人。明朝政治人物。

## 生平
成化十六年（1480年）庚子科應天府鄉試舉人，成化二十年（1484年）甲辰科三甲第三名進士。授知縣，弘治二年（1489年）五月實授山東道監察御史，五年巡按湖廣，御史梁廷宾弹劾他接受荆庶人朱見潚及副使俞振才并贼盗等财物，听主事壽儒私嘱，取中石鉞为举人，下刑部审理，宗器儒無罪复职，廷賓冠带闲住。又巡按廣東，十一年正月查刷在京诸司文卷，奏劾英国公张懋及以下出错的四千八百余人，不久升为南京大理寺右寺丞，正德元年（1506年）六月升大理寺右少卿，二年二月轉左少卿，乞休以终母养，五次上疏请求，十月被批准，命进光禄寺卿致仕，正德四年三月卒。兄汪宗礼亦以成化进士拜御史，风裁整峻，卓有能声。
縣東門外有兄弟繡衣坊，为汪宗禮、汪宗器兄弟立，現已廢。